# Tumanskij R-29
Tumanskij R-29 je sovětský proudový letecký motor vyvinutý na počátku 70. let 20. století. Obecně popisován ve spojení se „třetí generací“ sovětských turbínových motorů, které jsou charakterizovány vysokým tahem v poměru ke hmotnosti a použití vzduchového chlazení turbíny.
Motor se vyráběl v závodě ve městě Ufa. Má 11-stupňový kompresor, 2-stupňovou turbínu, prstencovou spalovací komoru a přídavné spalování.

## Použití
- IAR 95 (zamýšleno)
- MiG-23
- MiG-27
- Chengdu J-10 (prototyp)
- Shenyang J-13 (zamýšleno)
- Suchoj Su-22

## Varianty
- R-29-300 - Původní varianta použitá v MiGu-23MF a příbuzných variantách.[2]

- R-29B-300 - Zjednodušená varianta motoru určená pro MiG-27.[2]

- R-29PN - Pokročilá varianta, která nahradila model -300 na neexportních letadlech.[2]

- R-29BS-300 - Varianta s upraveným reduktorem. Používá se v několika exportních variantách Su-17.[2]

- Chačaturov R-35-300 - Vyvojová verze používaná v pozdních variantách MiG-23.

- Shenyang WP-15 - Čínská kopie R-29-300 pomocí reverzního inženýrství.[3]

## Specifikace (R-29-300)

### Technické údaje
- Typ: proudový motor s přídavným spalováním
- Délka:  4 953 mm
- Průměr: 912 mm
- Hmotnost suchého motoru: 1 880 kg

### Součásti
- Kompresor: dvouhřídelový axiální kompresor, 5 nízkotlakých stupňů, 6 vysokotlakých
- Spalovací komora: prstencová
- Turbína: 2 vysokotlaké stupně, 1 nízkotlaký stupeň

### Výkony
- Maximální tah: 78,48 kN (17 640 lbf) na plný výkon (suchý tah), 112,81 kN (25 360 lbf) s posíleným přídavným spalováním (režim CSR, nadmořská výška < 4 000 metrů, 13 000 stop)
- Celkový poměr stlačení: 12,9:1
- Teplota plynů před turbínou: 1 005 °C
- Průtok/hltnost vzduchu: 105 kg/s
- Teplota plynů před turbínou: 1 083 °C
- Měrná spotřeba paliva: 
  - 96,8 kg/(h·kN) (0,95 lb/(h·lbf)) při maximálním výkonu
  - 202,76 kg/(h·kN) (2 lb/(h·lbf)) s přídavným spalováním
- Poměr tah/hmotnost: 4,446; 6,119 s přídavným spalováním.